# Crassula mesembryanthemopsis
Crassula mesembryanthemopsis (лат.) или Crassula mesembrianthemopsis (лат.) — вид суккулентных растений рода Толстянка (Crassula) семейства Толстянковые (Crassulaceae), естественно произрастающий на территории Намибии и Капской провинции Южно-Африканской Республики.

## Название
Родовое латинское название Crassula происходит от латинского слова crassus, — «толстый», в основном из-за присутствия у растений этого рода сочных листьев.
Видовой латинский эпитет mesembrianthemopsis происходит от названия рода Mesembryanthemum и греческого суффикса -opsis, — «похожий на».

## Ботаническое описание
Многолетнее растение с толстым подземным стеблем, достигающим длины до 2,5 см, и одной или несколькими плотными розетками. Листья сидячие, спирально расположенные, длиной 1–2 см, шириной 0,3–0,6 см и толщиной на усеченной верхушке. Они в сечении почти треугольные, от клиновидных до почти пирамидальных, постепенно суженные к основанию и покрыты мелкими твердыми округлыми сосочками, преимущественно на открытых поверхностях. Часто они четко скапливаются вокруг гидатодов. Цвет листьев может варьироваться от зеленого до коричневого или серо-зеленого.
Соцветие — компактный дихазий с округлой верхушкой. Цветонос достигает 6–20 мм длиной и имеет небольшое количество отогнутых волосков. Цветки расположены на короткой цветоножке, венчик трубчатый, чашелистики длиной 2,5–3,5 мм, продолговато-треугольные, на верхушке закругленные или тупо-острые, с краевыми ресничками раскидистыми и мясистыми, зелеными. Лепестки узко-продолговатые, несколько капюшонистые, с неясным спинным придатком, длиной 5–6 (-7) мм, от белого до кремового цвета, пыльники жёлтые. Плоды представлены крошечными коробочками, из которых освобождаются мельчайшие пылевидные семена, которые далее распространяются при помощи ветра и воды. 
Время цветения: март – май.
Точная продолжительность жизни этих растений в дикой природе неизвестна, но, учитывая их медленный темп роста, оценки могут составлять около 2-4 лет, а возможно, и дольше при благоприятных условиях.

## Распространение и экология
Crassula mesembrianthemopsis редко встречается в дикой природе и известен лишь в нескольких сильно локализованных и разрозненных популяциях, простирающихся от Кенхардта на севере Южной Африки до устья реки Оранжевой и до южных прибрежных районов Намибии от Витцпутс до мыса Кросс. Относительно большой ареал распространения позволяет предположить, что он, вероятно, гораздо более широко распространен, чем считается. Он хорошо себя чувствует на субстратах из мелкого белого кварцитового гравия, где хорошо замаскирован.
Почвы, покрытые белой кварцитовой галькой, известны как места обитания множества карликовых суккулентов, особенно в западных и северных частях Капской провинции и Намибии, где выпадают зимние дожди. Это связано с высокой отражательной способностью кварца, которая помогает поддерживать низкую температуру почвы в жаркие летние месяцы. Кварц также создает идеальные условия для прорастания семян. Семена могут прорастать под галькой, которая пропускает достаточно света для фотосинтеза и, в то же время, обеспечивает прохладную среду, защищенную от непогоды. Со временем растение выталкивает гальку в сторону, чтобы достичь прямых солнечных лучей.
Этот вид относится к особой группе южноафриканских суккулентов, известных как «оконные растения» (англ. window plants). Они происходят из разных семейств растений, но все они конвергентно эволюционировали и приобрели схожую морфологию, приняв схожую стратегию фотосинтеза и выживания. К таким видам относятся Haworthia truncata и другие виды Haworthia, Bulbine mesembryanthemoides, Frithia pulchra и Fenestraria rhopalophylla. В отличие от большинства растений, эти растения передают свет через верхний уплощенный кончик листа, обращенный к солнцу, подобно окну, позволяя свету проходить через прозрачные ткани листа. Фотосинтез происходит, когда солнечный свет попадает на нижнюю внутреннюю поверхность листа, находящуюся на несколько сантиметров под землей. Целью этого является минимизация площади поверхности листьев, подвергающейся воздействию агрессивных элементов.
Crassula mesembryanthemopsis сходна с Crassula susannae, но последняя имеет плоские, треугольные в сечении листья, цветки расположены значительно выше листьев, а длина лепестков всего до 4 мм.

## Таксономия
- Crassula mesembryanthemopsis Dinter, Repert. Spec. Nov. Regni Veg. 16: 243 (1919)[1]
- Crassula mesembrianthemopsis Dinter, Repert. Spec. Nov. Regni Veg. 19: 143 (1923)[2]